# Ondenc

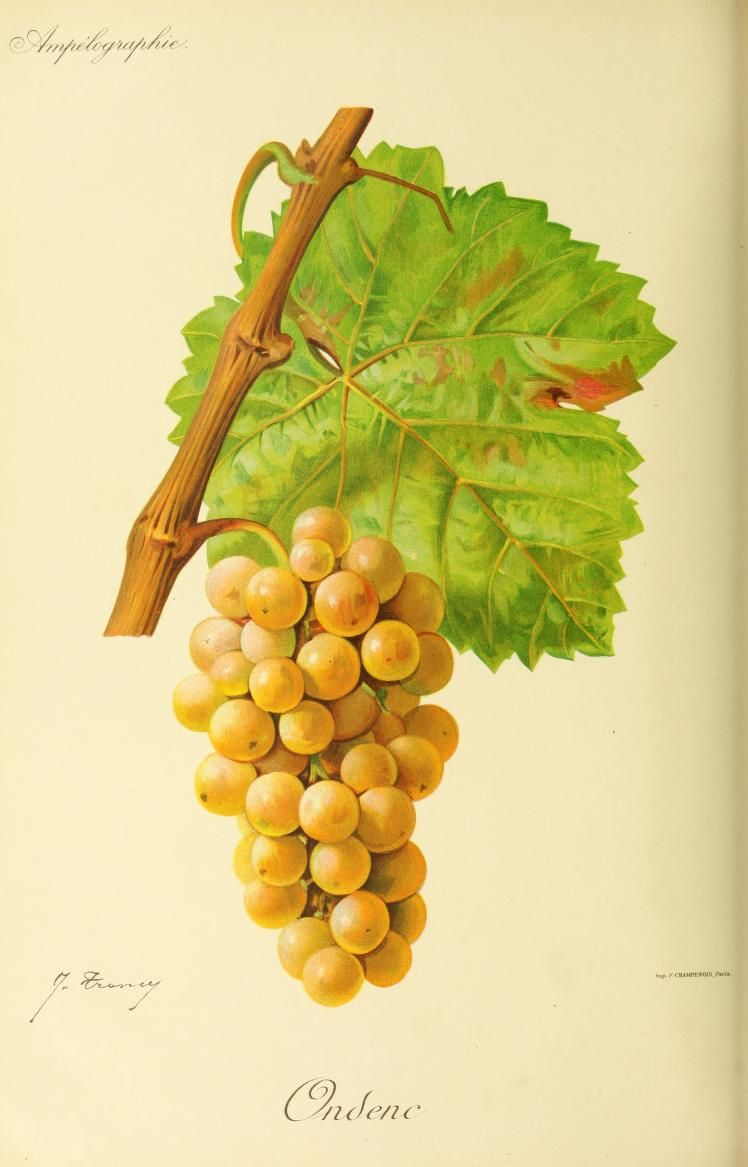
Ilustración de Jules Troncy de la ondenc.

La ondenc es una uva blanca que se encuentra sobre todo en la AOC Gaillac, al suroeste de Francia. En el siglo XIX fue una plantación popular en Burdeos pero decayó tras la filoxera porque daba pocos rendimientos y era susceptible a las enfermedades, aunque siguió siendo una de las siete variedades blancas permitidas en Burdeos. Antes de decaer, varios esquejes fueron llevados desde Burdeos a Australia, donde la variedad fue conocida como irvine's white en Victoria y como sercial en Australia Meridional. Las vides australianas no se identificaron como ondenc hasta 1976, cuando el ampelógrafo francés Paul Truel identificó la vid en una visita a Australia. En la actualidad, la uva está casi extinta en Australia, exceptuando pequeñas cantidades en Victoria que son usada para la producción de vinos espumosos.

## Historia
Se cree que la uva se originó en el suroeste de Francia y que se extendió hacia norte hasta la región de  Côtes-de-Blaye y hacia el sur hasta los pies de los Pirineos. A comienzos del siglo XIX, la ondenc era usada para hacer vino en la región de Cognac, donde era conocida como blanc sélection de carrière. Desde Cognac, se llevaron esquejes a California y Portugal. Los esquejes de la ondenc, conocida como blanc select, estaban entre las vides que James Busby llevó a Australia en 1832. En el siglo XX, las plantaciones de ondec disminuyeron en todo el mundo y en Francia quedaron reducidas a la región de Gaillac y a las Appellation d'Origine Contrôlée (AOC) de Bergerac, Côtes de Duras y Montravel.

## Vinos
Los vinos de ondec pueden ser muy perfumados y con cuerpo. También tienen una acidez elevada, lo que los hace aptos para la producción de vinos espumosos.

## Sinónimos
La ondenc también es conocida con sinónimos como austenq, béquin, bergeracois, blanc de gaillac, blanc select, blanc selection carrière, blanquette, blanquette sucrée, chaloche, chalosse, cu de brecherou, doudant blanc, doundent, dourec, dourech, fronsadais, gaillac, irvine's white, mauzac, oeil de tour, ondain, ondainc, ondent, ondin, oundenc, oundenq, oustenc, oustenq, oustenque, piquepout de moissac, plant de gaillac, prendiou, prentiou, primai, primaic, primard, printiou, riverain, sable blanc, semis blanc, sencit blanc, sensit blanc y sercial.